# Severské náboženství

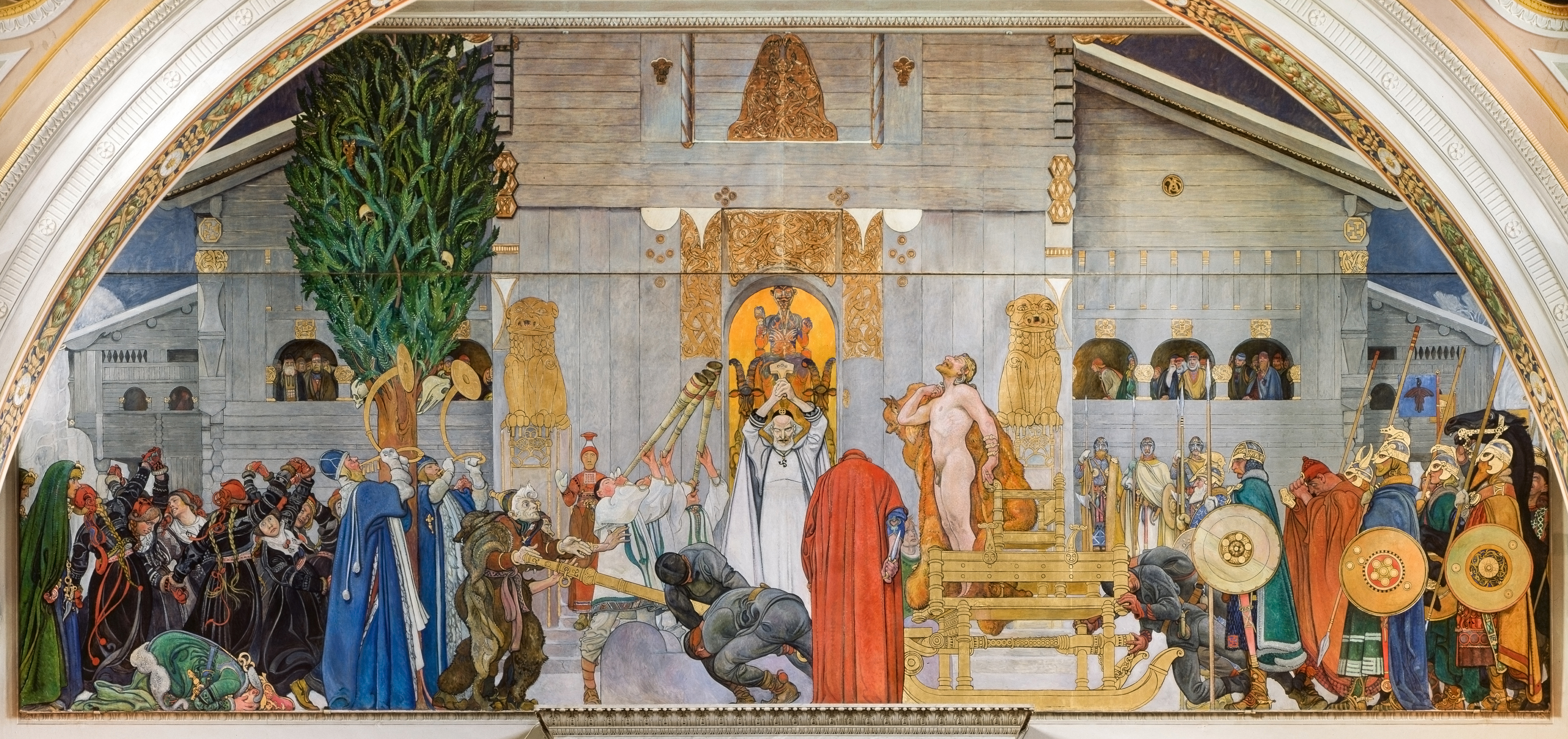
Midvinterblot, „blót o Midvinteru“, umělecká představa obětování na zimní slunovrat ve Staré Uppsale, Carl Larsson, 1915

Severské náboženství označuje soubor věrských představ a praktik starých Seveřanů, především v době vikinské, až do jejich christianizace mezi 10. až 12. stoletím. Vzhledem k tomu, že Seveřané neměli žádnou jednotnou kulturní autoritu, lišily se tyto představy i praktiky, někdy snad velmi výrazně, v čase i místě a lze tak hovořit o severských náboženstvích. Sdílí řadu rysů s širším náboženským germánským, ale také dalšími indoevropskými náboženstvími.
Severské náboženství je známo z archeologických dokladů, jako jsou pohřby, kultické objekty, sošky a amulety, obětiny nebo například reliéfy. Jen zlomek z nálezů má však s jistotou náboženský charakter a jejich interpretace je často nejasná. K písemným pramenům patří runové nápisy, které však bývají velmi kusé, a zprávy cizinců. K těm patří především arabští autoři ibn Fadlán a ibn Rusta, a autoři křesťanští, kteří však explicitně proti severskému náboženství vystupovali. Nejvýznamnějšími prameny týkajícími se náboženství i mytologie jsou především Poetická Edda, Snorriho Edda, Eddica minora, Sága o Volsunzích a Sága o Hervaře. Vzhledem k tomu, že zpravidla vznikly ve 13. století na Islandu, tedy v křesťanském prostředí, je nutno počítat s tím, že byly zaznamenány s určitým zkreslením. Taktéž zákoníky obsahují určité informace o náboženství.
V severském náboženství bylo ctěno velké množství bohů, jako byl Thór, Frey, Freya a především Ódin, bůh války, poezie, smrti a vůdce božského rodu Ásů. Tento tradiční pohled je zpochybňován ve prospěch myšlenky lokálních henoteistických kultů. O bozích a dalších mytických postavách existovala rozsáhlá mytologie, zahrnující příběh o stvoření světa z těla prvotního obra Ymiho, komplikovanou kosmologii i vyprávění o apokalyptické bitvě ragnarok mezi bohy a jotuny, jejich protivníky. Kromě bohů byly ctěny i další bytosti jako dísy, álfové a duchové krajiny landvaettir.
Méně zdrojů máme o podobě severského kultu. Ten byl praktikován pod širým nebem – v hájích, na vrcholcích, u pramenů a jezer, ale také v domácnostech, hodovních síních a chrámech. Nejznámější ze svatyň stála ve Staré Uppsale. Bohové byli zpodobňováni idoly ve formě dřevěných pilířů s lidskými hlavami. Známa je instituce kněze, zvaného godi, a kněžky, gydja, ale také specialisty na ústní tradici (thulr), vědmy (volva), a zlovolného čarodějníka (vitki) a čarodějnici (seidkona). Hlavním náboženským úkonem byla oběť, z nichž nejtypičtější byl blót, krvavá oběť, při které bylo maso rozděleno mezi přítomné. K nejvýznamnějším svátkům patřil zimní Jól.
Obnovený zájem o severské náboženství je spojen s obrozeneckým hnutím v 19. století, kdy došlo v germánských zemích ke znovudocenění jejich předkřesťanského dědictví. Hrálo tak roli jak v romantickém vikinském revivalu, tak v pozdější historické rekonstrukci a živé historii. Novopohanské hnutí Ásatrú se chápe jako obnovená podoba severského náboženství. Kromě toho především jeho mytologická tradice výrazně ovlivnila podobu žánru fantasy, ale i další formy literatury a výtvarného umění. Znalost severských mýtů v jejich původní, respektive dochované podobě však obecně není příliš rozšířena.

## Panteon

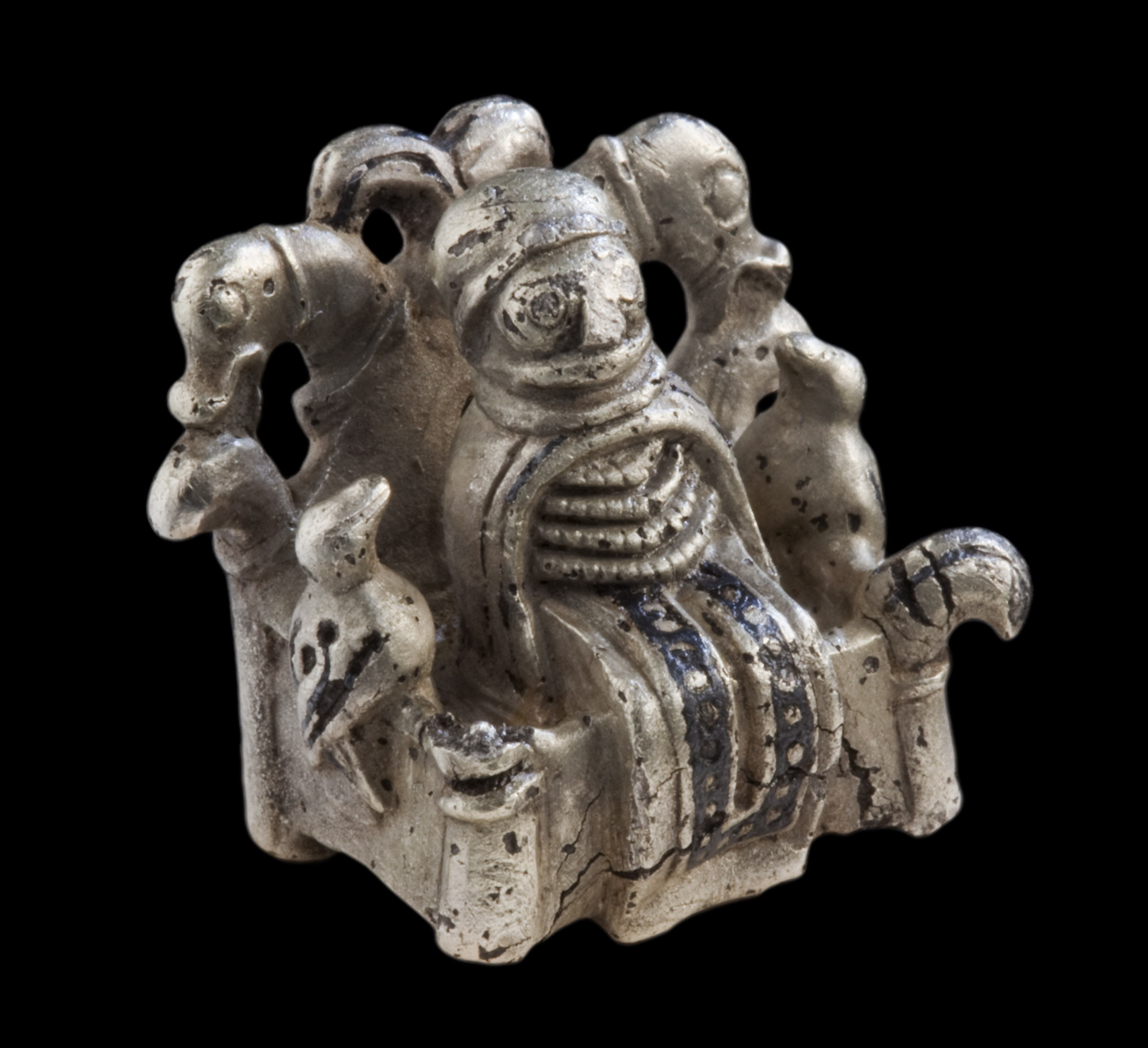
Ódin z Lejre, stříbrná figurka která může být interpretována jako Ódin, Frigg či Freya

Ústřední roli v severské mytologii hrají božstva z rodu Ásů, která se podílí na vytváření světa a jeho ochraně proti nepřátelským silám. Nejvýznamnější z nich je jejich vůdce Ódin, bůh básnictví, magie, smrti a válek, který se svými bratry z těla obra Ymiho stvořil svět. Jeho manželkou je Frigg, se kterou zplodil Baldra, s Jord, „Zemí“, pak hromovládce Thóra. K dalším významným Ásům patřil Heimdall, strážce bohů, a Týr, bůh války a práva. Menší význam měli bohové jako patron básníků Bragi, lučištník Ull nebo slepý Hod, a bohyně Sól, „Slunce“, strážkyně jablek mládí Idunn nebo léčitelka Eir. Druhým božským rodem, spojeným s plodností a sexualitou, jsou Vanové. Ti s Ásy kdysi vedli válku, která skončila smírem a výměnou rukojmí. Tak se stalo, že mezi Ásy jsou počítáni i tři Vanové: bůh moře Njord a jeho děti Frey a Freya.
Četnost výskytu v mytologii však zjevně neodpovídala významu daného božstva v kultu. Například Ull byl nejspíše široce ctěn, ačkoliv literatura o něm téměř mlčí, zatímco bohatě zmiňovaný Loki nebo Heimdall zdá se neměli žádný kult. K Ásům, či obecně k bohům, bývají někdy také řazeny postavy, jejichž původ leží mezi jotuny, nepřáteli bohů. Jedná se o šibala Lokiho, Freyovu manželku Gerd a Njordovu manželku Skadi. Možnost že jotunové, s výjimkou Skadi, byli někdy předměty kultu je badateli většinou odmítána.
Struktura severského panteonu je v duchu dumézilovské trojfunkční hypotézy chápána jako triáda Ódin, Thór a Frey. Ta je doplněna o čtvrtý element, transfunkcionální bohyni Frigg-Freyu, případně o element pátý, Lokiho a jeho protipól Heimdalla.
Folklorista Terry Gunnel však tento tradiční badatelský pohled na severský panteon zpochybňuje. Obraz Ásů a Vanů žijících společně v Ásgardu pod Ódinovým vedením, stejně jako předpoklad široké víry v posmrtný život válečníků ve Valhalle podle jeho názoru vychází z úzkého úseku pramenů: eddické literatury, který nereflektuje místní rozdíly ve Skandinávii doby vikinské. Výrazný kult Ódina, víru v pobyt ve Valhalle a další typické prvky skaldské poezie spojuje pouze s úzkou válečnickou elitou mocenských center a upozorňuje, že například islandské rodinné ságy a Landnámabók prezentují odlišný obraz severského náboženství. „Eddické“ náboženství podle jeho názoru souviselo s mocenským rozmachem v době vendelské, zatímco v periferních oblastech se zachovala archaičtější podoba náboženských věr a praktik. Ta se méně orientovala na válečnická božstva a naopak kladla větší důraz na bohyně spojené s plodností a vodami. Taktéž upozorňuje, že jméno Ódina, tradičně chápaného jako nejvýznamnější božstvo, se relativně zřídka objevuje ve skandinávské toponymii, což napovídá že jeho kult nebyl tak rozšířený, jak by se mohlo zdát z eddické literatury. Větší nejspíše byl naopak význam Thóra a do jisté míry také Freye. V tomto duchu se domnívá, že většina Skandinávců henoteisticky uctívala nejvýznamnější lokální božstvo, nikoliv širokou skupinu bohů jako jsou Ásové.